# 清野和彦
清野 和彦（きよの かずひこ、1983年（昭和58年）5月6日 - ）は、日本の政治家。埼玉県秩父市長（1期）。秩父市議会議員（3期）を務めた。

## 来歴
埼玉県秩父市熊木町生まれ。秩父幼稚園、秩父市立南小学校、秩父市立秩父第二中学校、埼玉県立熊谷高校を経て、早稲田大学政治経済学部政治学科を卒業。早大在学中にケニアに渡航し、森林管理政策について学ぶ。
2008年、実践自然保護団体・日本熊森協会に就職。2011年退職。2013年、石巻市に拠点を置く一般社団法人OPEN JAPANに所属し、福島第一原子力発電所事故により故郷から避難しなければならなくなった人々の暮らしについて執筆する。
2014年4月の秩父市議会議員選挙で初当選を果たした。以後、3期連続当選。緑の党グリーンズジャパンの会員であった。
2025年4月20日に行われた秩父市長選挙に立候補し、久喜邦康前市長らの支援を受けた清野が、自民党・公明党の推薦を得て立候補した現職の北堀篤を923票差で破り、初当選した。

## 人物
- 妻、長男・長女の4人暮らし
- 9・11アメリカ同時多発テロ事件に衝撃をうけ、平和をつくること、マハトマ・ガンジーの非暴力不服従運動などに関心を持ち始める[2]